# HD 193721
HD 193721 eller HR 7785 är en astrometrisk dubbelstjärna belägen i den mellersta delen av stjärnbilden Oktanten. Den har en skenbar magnitud av ca 5,77 och är svagt synlig för blotta ögat där ljusföroreningar ej förekommer. Baserat på parallax enligt Gaia Data Release 3 på ca 4,28 mas, beräknas den befinna sig på ett avstånd på ca 760 ljusår (234 parsek) från solen. Den rör sig bort från solen med en heliocentrisk radialhastighet på ca 8,5 km/s.

## Egenskaper
HD 193721 är en gul till vit ljusstark jättestjärna av spektralklass G6/8 II. Den har en massa som är ca 3,5 solmassor, en radie som är ca 24,4 solradier och utsänder energi från dess fotosfär motsvarande ca 300 gånger solen vid en effektiv temperatur av ca 5 000 K. Stjärnan har en metallicitet på ca 71 procent av solens.
HD 193721 har en följeslagare betecknad CPD−81°900 av spektralklass F8, som är separerad med 25,5 bågsekunder vid en positionsvinkel på 0° (1998). CPD−81°900 är ett förgrundsobjekt som har en högre parallax och olik egenrörelse.